# おりえんとびいなす
おりえんとびいなす (Orient Venus) は、かつて日本チャータークルーズ (NCC) が運行していたクルーズ客船である。現在は、ギリシャのファーストクルーズワン社へ売却され、チャーター船として活躍している。

## 概要
- 1990年、日本クルーズ客船にてクルーズ客船として就航。日本クルーズ客船と同じくSHKグループの新日本海フェリー向けの過去4隻の大型フェリー建造の経験や客船担当者の研究を結集し建造し[5]、研修船としての使用も見据えた構造とした[4]。船名は東洋を意味する「オリエント」と西洋の美と愛の女神である「ビーナス」を合わせ東西交流の架け橋となる願いを込めたものとした[6]。ファンネルマークはヴィーナスの誕生をイメージしたものとしている[5]。また、日本の客船では初めてのコンピューターによるキャッシュレスシステムも導入[1]。
- 2001年、日本チャータークルーズ（2013年7月以降休眠[7]）へ転籍。
- 2005年、ギリシャの船会社ファーストクルーズワン社へ売却。船名も「クルーズワン」に改称。以後、同社が当船舶を使ったチャーター事業を行う。
- 2007年、ドイツのドルフィンシーレーセン社へチャーターし、船名も「ドルフィンボイジャー」と改称。
- 2011年、中国のハイナンクルーズエンタープライズ社へチャーターし、船名も「海南皇后号」と改称。
- 同年、スペインのハッピークルージズ社へチャーターし、船名も「ハッピードルフィン」と改称。
- 2012年、トルコのイーエスツアー社へチャーターし、船名も「エージアン・パラダイス（Aegean Paradise）」と改称。
- 2017年時点では、月2回のシンガポール寄港以外はインドネシアのバタム島沖で停泊していた。シンガポール国際空港近くのフェリー・ターミナルから送迎船が出ており、最大3日間の短期滞在船に供されていた[8]。
- 2023年時点で、マレーシアのペナン島でクルーズ航行に就航している[9]。

## 船内
船内は日本人乗客を主対象として公室は豪華・客室はシンプルで全体にゆとりある空間を演出する方向性とした。
8階
- スカイラウンジ「ナイト&デイ」（40席[10]）
- サンデッキ

7階
- プール
- プールサイドデッキ
- バーカウンター

6階
- スポーツデッキ
- テーブルテニスデッキ
- シャワールーム
- カードルーム
- ジム
- フォワードサロン「ウィンド・オブ・オリエント」（30席[10]）
- ステートルーム（10室）
- デラックスルーム（10室）
- スイートルーム（2室）
- テンダーボート「きゅうぴっと1」「きゅうぴっと2」[11]

5階
- ステートルーム（54室）
- コンファレンスルーム（80席×2）

4階
- メインホール「ヴィーナスホール」（4・5階吹き抜け 626席[10]）
- ステートルーム（11室）
- スタンダードルーム（40室）

3階
- レストラン「ターフェルムジーク」（350席[10]）
- プロムナード
- オープンバー「バッカス」
- グリル「ロマネスク」（50席[10]）
- ピアノサロン「プレリュード」（80席[10]）
- メインラウンジ「カーニバル」（400席[10]）
- エントランスロビー（1-3階吹き抜け）
- ショップ

2階
- スタンダードルーム（73室）
- ライブラリー
- オーガナイザーオフィス
- オーガナイザーインフォメーション
- オーガナイザーミーティングルーム
- パーサーズオフィス
- インフォメーション
- 茶室「四海亭」[10]

1階
- 大浴場
- 乗船口
- 医務室・病室
- ビューティサロン